# Нова (Marvel Comics)
Нова (англ. Nova), настоящее имя Ричард «Рич» Райдер (англ. Richard "Rich" Rider) — супергерой комиксов издательства Marvel Comics. В молодом возрасте, до того, как стал членом Корпуса Новы и команды Новых Воинов, получил способность к полёту, сверхчеловеческой силе, выносливости и скорости от умирающего ксандарианского воина, который переместил свои способности в его тело.

## История публикаций
Первоначально, персонаж в несколько иной форме — Чёрный Нова — был создан Марвом Вульфманом и Леном Уэйном и появился в Super Adventures в 1966 году. Семь лет спустя, Джон Ромита-старший, представил новый проект и совершенно нового персонажа — Нову, который дебютировал в выпуске Nova #1 в 1976 году под авторством Марва Вульфмана и иллюстрирован Джоном Бушема. Нова задумывался Вульфманом как подростковый персонаж, дань уважения Стэну Ли и Джеку Кирби и их Человеку-пауку, что прослеживается в некоторых деталях биографии Новы до получения им сверхпособностей — блестящий студент из небогатой семьи. Теглайн первого выпуска серии Nova гласит: "The Man Called Nova! «In the Marvelous tradition of Spider-Man!». Серия включает в себя 25 выпусков и издавалась в период с сентября 1976 года по май 1979 года. В то же время, Нова появился в паре выпусков серии Fantastic Four, которые являлись продолжением сюжетных линий его собственной серии. На некоторое время персонаж исчез без объяснения причин, но вскоре вернулся как член команды Новых Воинов в выпуске New Warriors (vol. 1) #1—75 и в четырёх ежегодниках в период с июля 1990 по сентябрь 1996.
Marvel выпустила ещё три тома отдельной серии о Нове: Nova (vol. 2) #1—18 (январь 1994 — июнь 1995), Nova, The Human Rocket (vol. 3) #1—7 (май 1999 — ноябрь 1999). После этого, Нова вернулся в двух сериях как член Новых Воинов в New Warriors (vol. 2) #0—10 (октябрь 1999 — июль 2000) и New Warriors (vol. 3) #1—6 (июль 2005 — декабрь 2005). В 2007—2010 Нова вернулся в последней сольной серии комиксов Nova (vol. 4) #1—36.
Персонаж играет заметную роль в кроссовере Annihilation, который включал в себя отдельную ограниченную серию Annihilation: Nova. После сюжетной линии Secret Invasion, Нова вернулся в Nova #19 как член Корпуса Новы. В 2009 году принял участие в сюжетной линии Marvel Comics «War of Kings», который был написан Дэном Абнеттом и Дэном Леннингом. В 2010 году, персонаж появился в качестве члена Секретных Мстителей в одноимённой серии комиксов в одном выпуске.

## Биография
Ричард Райдер родился в Хемпстеде, штат Нью-Йорк, и будучи подростком, был выбран инопланетянином Романном Деем, последним оставшимся в живых членом Корпуса Новы с планеты Ксандар, чтобы передать ему свои способности и сделать преемником на посту Новы. Дей был смертельно ранен в одной из битв, ему удалось добраться до Земли и перед смертью у него не было другого выбора, как передать свою силу обычному землянину. Райдер получил сверхчеловеческую силу, неуязвимость, способность к полёту и особый костюм жизнеобеспечения, но мало понимал как всем этим пользоваться. Тем не менее, он принял на себя обязанности супергероя, борца с преступностью в Нью-Йорке, вскоре научился пользоваться способностями и стал одним из самых сильных существ во Вселенной.
После небольшого периода пребывания Человеком-ракетой, он был призван в космос чтобы реконструировать планету Ксандар, откуда он и получил свою силу. Через какое-то время Райдер устал от межгалактических войн и попросил разрешения вернуться домой на Землю. Для того, чтобы сделать это, Райдеру было необходимо отказаться от своих способностей, и он согласился.
Какое-то время он жил нормальной жизнью — занимался образованием, работал, но был вынужден вернуться на пост Новы после того, как Ксандар был атакован космическим пиратом Небулой.

## Силы и способности
Ричард является хозяином Силы Новы — огромного источника энергии, который дает ему ряд сверхспособностей. В качестве «платы» за пользование источником, Нова должен искать достойных кандидатов в Корпус Новы по всей Вселенной и давать им сверхспособности. Благодаря источнику, Райдер обладает увеличенной выносливостью и долголетием, возможностью летать и получать безграничную энергию, что позволяет ему использовать её на равных против таких сильных существ как, например, Серебряный Сёрфер.
Сверхчеловеческая сила: Верхний предел силы Райдера неизвестен, но известно, как с помощью Силы Новы он мог поднять 100-тонный груз, что делает его одним из самых сильных существ во Вселенной.
Сверхчеловеческая скорость: Используя Силу Новы, Райдер может двигаться со сверхвысокой скоростью, предел которой неизвестен, но известно, что он может развивать скорость до сотен миль в секунду.
Сверхчеловеческая выносливость и неуязвимость: При пользовании Силой Новы, тело Райдера становится неуязвимо к усталости или физической нагрузке; ему не страшные обычные физические травмы, пули небольшого калибра, токсины, яды, взрывы и другие способы воздействия, которые могли бы нанести вред обычному человеку. Он выдерживал взрывы, устроенные Галактусом, а также после схваток с Небулой или Серебряным Сёрфером оставался относительно невредим.
Сверхчеловеческая ловкость и рефлексы: Координация и ловкость Райдера находятся на пределе человеческих возможностей и выше чем у любого спортсмена.
Исцеляющий фактор: Несмотря на его высокую устойчивость к физическим травмам, вероятность получить ранение полностью не исчезает. В случаях, когда Нова получает травму, он излечивает её благодаря исцеляющему фактору. Предел возможностей исцеления неизвестен, но ранения средней тяжести он залечивал практически мгновенно.
Генерация энергии: Райдер может генерировать потоки энергии в виде пучков или лучей, исходящих от поверхности его тела. Пучки позволяют ему устраивать взрывы, создавать межпространственные порталы.
Ксандарианский общий разум: Помимо способностей, дарованных ему Силой Новы, Райдер имеет доступ к объединённому разуму всех жителей Ксандара, где содержатся все знания, накопленные ими за всю историю существования. Силой мысли он может получить информацию о любой теме, будь то технологии, культура, искусство, наука, история, медицина, а также может получить совет, рекомендацию или критику от ксандарианца. Обладание разумом Ксандара дает некоторые дополнительные способности, например устойчивость к любого рода психологическим атакам, большой объём памяти, доступ к другим компьютерам, даже зашифрованным (например, документы Щ.И.Т.), обнаружение поблизости людей со сверхспособностями.

### Оборудование
Костюм Корпуса Новы: Костюм Райдера помогает ему стабилизировать его Силу Новы, например во время генерирования пучков энергии. Райдер может изменить внешний вид своего костюма для своего удобства, например, внешне он выглядит как тканевый, хотя на самом деле он металлический и пуленепробиваемый.
Шлем: Шлем Новы содержит микросхемы, которые позволяют ему отслеживать обстановку, принимать радиосигналы, отслеживать скачки энергии, использовать ночное и тепловидение, оптический прицел. Кроме того, несмотря на свою жесткую конструкцию, шлем можно скрыть с помощью голограмм, что Райдер использовал в случаях, если необходимо быть в штатском.

## Коллекционные издания
Коллекционные издания в мягкой обложке:
| Заголовок                            | Включенные выпуски | Дата публикации | ISBN               |
| ------------------------------------ | --- | --------------- | ------------------ |
| Essential Nova                       | Nova (vol. 1) #1—25, Marvel Two-In-One Annual #3, The Amazing Spider-Man #171                                                    | март 2006       | ISBN 0-7851-2093-9 |
| The New Warriors: Beginnings         | Thor #411—412 and The New Warriors #1—4                                                                                          | сентябрь 1992   | ISBN 0-87135-916-2 |
| New Warriors Classic: Volume 1       | The New Warriors (vol. 1) #1—6 and Thor #411—412                                                                                 | август 2009     | ISBN 0-7851-3742-4 |
| New Warriors Classic: Volume 2       | The New Warriors (vol. 1) #7—10, Annual #1; New Mutants (Vol.1) Annual #7, Uncanny X-Men Annual #15 и X-Factor (Vol.1) Annual #6 | май 2009        | ISBN 0-7851-4263-0 |
| New Warriors: Reality Check          | The New Warriors (vol. 3) #1—6                                                                                                   | март 2006       | ISBN 0-7851-1661-3 |
| Nova vol. 4 (полный)                 | Nova vol. 4 #1—36 | январь 2009     | ISBN 0-7851-3654-1 |
| Nova vol. 4: Annihilation — Conquest | Nova #1—7 | декабрь 2007    | ISBN 0-7851-2631-7 |
| Nova vol. 4: Knowhere                | Nova #8—12 and Annual #1 | август 2008     | ISBN 0-7851-2632-5 |
| Nova vol. 4: Secret Invasion         | Nova #13—18 | март 2009       | ISBN 0-7851-2662-7 |
| Nova vol. 4: Nova Corps              | Nova #19—22, и Nova: Origin of Richard Rider                                                                                     | май 2009        | ISBN 0-7851-3188-4 |
| Nova vol. 4: War of Kings            | Nova #23—28 | декабрь 2009    | ISBN 0-7851-4066-2 |
| Nova vol. 4: Realm of Kings          | Nova #29—36 | июнь 2010       | ISBN 0-7851-4067-0 |

## Вне комиксов

### Телевидение
- Нова появился в «The Super Hero Squad Show», в эпизоде «So Pretty When They Explode», где был озвучен Джейсоном Мардсеном. Нова попал в плен Таноса, а Железный человек, Тор, Оса, Геркулес, Халк и Женщина-Халк отправляются ему на помощь и побеждают Таноса.

### Кинематографическая вселенная Marvel
- В марте 2022 года стало известно что Нова станет частью Кинематографической вселенной Marvel.

### Видеоигры
- Нова появился в видеоигре «Marvel Super Hero Squad: The Infinity Gauntlet» как один из играбельных персонажей и был озвучен Джейсоном Мардсеном.
- По словам Брайана Майкла Бендиса, Нова должен был появится вместе с Капитаном Америкой, Тором, Росомахой и Человеком-пауком в готовящейся видеоигре «Marvel Universe MMO», разработкой которой занималась компания Gazillion Entertainment[13], вплоть до своего закрытия.
- Нова появляется как играбельный персонаж в игре Ultimate Marvel vs. Capcom 3: Fate of Two Worlds
- Также Нова появляется в игре Lego Marvel Super Heroes и Lego Marvel's Avengers.
- Нова появился в игре Marvel Contest of Champions.

Также Нова является одним из 50 игровых персонажей в игре Marvel Heroes 2016

## Критика и отзывы
В 2011 году IGN поставил Нову на 98 место в списке 100 величайших героев комиксов, назвав его «смесью Человека-паука и Зелёного Фонаря».